# Дембеле, Мусса (бельгийский футболист)
Мусса́ Сиди́ Яя́ Дембеле́ (фр. Mousa Sidi Yaya Dembélé; родился 16 июля 1987, Вилрейк, Бельгия) — бельгийский футболист, полузащитник.

## Биография
Родился в Бельгии. Его отец — малиец, а мать — бельгийка фламандского происхождения. Исповедует ислам.

### Клубная карьера
Начал профессиональную карьеру в команде «Жерминаль Беерсхот», которая выступала в чемпионате Бельгии. Первый матч сыграл в 16 лет. За два года, проведенных в «Жерминале», сыграл всего 20 матчей и забил один гол. В 2005 году им интересовался амстердамский «Аякс», но Дембеле перешёл в «Виллем II» Тилбург, где провёл один сезон 2005/06, в котором забил 9 мячей. В 2006 году перешёл в АЗ, тогда команду возглавлял Луи Ван Гал. АЗ в сезоне 2006/07 стал бронзовым призёром чемпионата, проиграл в финале Кубке Нидерландов «Аяксу», проиграл в плей-офф за выход в Лигу чемпионов тому же «Аяксу» (2:4). В том сезоне Дембеле забил 6 голов. В сезоне 2007/08 АЗ занял 11 место, Дембеле забил четыре гола. В сезоне 2008/09 Дембеле не играл с октября до декабря из-за травмы, но в конце сезона был признан лучшим игроком Эредивизии.
12 августа 2010 года перешёл в «Фулхэм», подписал контракт до 2013 года, клуб заплатил за него £5 млн. Получил 30 номер. Первый гол забил в матче против клуба «Порт Вейл» в рамках Кубка Лиги. Летом 2012 года перешёл в лондонский «Тоттенхэм Хотспур», где получил 19 номер. В сезоне 2018/2019 сыграл 10 матчей в АПЛ и 2 в Лиге Чемпионов.
В январе 2019 года перешел из «Тоттенхэма» в китайский клуб «Гуанчжоу Фули». В этом же клубе 8 февраля 2022 года завершил карьеру футболиста в 34 года.